# Стецюк Василь
д-р Стецюк Василь (* 18 березня 1910 — 1975, або 9 квітня 1978, Нью-Джерсі) — український вчений (класичний філолог) і педагог, дійсний член НТШ (довголітній секретар його Гол. Ради). Доктор філософії (1944).

## З життєпису
Родом з с. Гнилички Збаразького повіту (Галичина) нині Тернопільського району. Закінчив Тернопільську гімназію в 1929 році. По закінченні Львівського Університету (1933, класична філологія) учителював у Львові, у 1944 році став доктором філософії, у 1949 — професором.
З 1950 року в ЗДА; професор УВУ і Сітон Голл Університету. Підручники і праці: «Іст. порівняльна граматика латинської мови» (1950), «Іван Франко як класичний філолог» (1967), «Ars Metrica Latina» (1960), «The Roman Centuries» та ін.